# COMIC失楽天
『COMIC失楽天』（コミックしつらくてん）は、ワニマガジン社が発行している成人向け漫画雑誌。

## 概要
快楽天の連載作品のうち、特定の作家を特集して出される増刊だったが、2011年6月発売号より同社の成年向け漫画雑誌COMIC華漫と役割を交代し、従来の再録中心ではなく新作のみが掲載されるようになった。2012年11月号より独立創刊。
2017年1月にKomifloという新しいオンラインストリーミングサービスが、快楽天、快楽天ビースト、COMIC X-EROSと同時に、失楽天のデジタル配信を雑誌発売日に行うサービスを開始した。発売日配信は、各雑誌の正式なデジタル配信としては初めてのことである。
2019年10月号（2019年8月発売、通号130）より偶数月発売の隔月刊に移行した。2020年12月号（2020年10月17日発売、通号137）を以て紙媒体での刊行を終了。2021年1月号より「月刊COMIC失楽天」に改称し、月刊の電子書籍に移行。毎月20日にKomifloにて先行配信、毎月24日に各電子書店にて配信予定。

## 主な執筆作家
- momi
- orico
- Sian
- TANABE
- utu
- 青ばなな
- イノウエマキト
- 狼亮輔
- 春日野トバリ
- 空巣
- 軽部ぐり
- 奇仙
- 草津てるにょ
- コテング
- サエモン
- さじぺん
- 皐月芋網
- サブロー
- さんじゅうろう
- シオマネキ
- 篠塚醸二
- 終焉
- 燵成
- 田沼雄一郎
- 旅烏
- 刻江尋人
- 内藤らぶか
- 中乃空
- 西沢みずき
- にの子
- ぱらボら
- はるゆきこ
- 火浦R
- ふくまーや
- ボボボ
- 堀博昭
- ます
- 魔童貞
- まりお
- 南乃さざん
- ムサシマル
- メメ50
- 桃月すず
- もんぷち
- ゆにおし
- 夢乃狸
- ヨースケ
- 由浦カズヤ
- 六角八十助

## 関連雑誌
COMIC快楽天

COMIC快楽天BEAST（ビースト）
同じワニマガジン社から刊行されているChuッスペシャルの増刊枠を利用しての創刊。現在は独立して月刊化。公称発行部数は12万部。
COMIC華漫
2011年6月発売号より、COMIC失楽天と役割を交代し、再録中心となった。公称部数8万部。
COMIC快楽天XTC（エクスタシー）
Yha!Hip&lipの増刊枠を利用し2012年7月発売号より創刊。不定期刊。Yha!Hip&lipの休刊に伴い2015年5月発売号（Vol.5）より快楽天BEASTの増刊となり、同時に成年コミックマーク付きとなった。
COMIC X-EROS（コミックゼロス）
快楽天の増刊として2012年11月に創刊した成年コミックマーク付き月刊誌。
快楽天・星組
1997年から2000年頃まで刊行されていた増刊。中綴じである快楽天と違って星組は平綴じ。表紙はOKAMAが担当。現在は休刊。